# Dariusz Guzowski
Dariusz Guzowski (ur. 15 lipca 1969 w Miastku) – polski lekkoatleta specjalizujący się w biegu ultramaratońskim, medalista mistrzostw Polski oraz mistrzostw Europy weteranów.
Wielokrotny uczestnik mistrzostw świata w biegu na 100 kilometrów.

## Osiągnięcia
- Mistrzostwa Europy weteranów Toruń 2015 bieg przełajowy (indywidualnie)[3](brąz)
- Mistrzostwa Europy weteranów Toruń 2015 bieg przełajowy (drużyna)[4](złoto)
- 87. Mistrzostwa Polski Seniorów w Lekkoatletyce Zamość 2011 bieg przełajowy (drużyna)[5](srebro)
- 85. Mistrzostwa Polski Seniorów w Lekkoatletyce Kalisz 2009 100 km (indywidualnie)[6](brąz)
- Rekordzista Polski w Sztafecie Maratońskiej[7]

## Rekordy życiowe
- bieg na 1000 metrów – 2:36,12
- bieg na 1500 metrów – 3:59,44
- bieg na 3000 metrów – 8:45,21
- Bieg na 5000 metrów – 14:46,52
- Bieg na 10 000 metrów – 31:38,27
- Półmaraton – 1:10:20,32
- maraton – 2:31:38,20 (drugie miejsce w 24. Maratonie Warszawskim 2002)[8]
- bieg na 100 kilometrów – 7:49:06